# Nebukadnesar I.
Nebukadnesar I. (Nebuchadrezzar I., dle jiných překladů Nebuchadnezzar I. či Nabuchodonosor I. (akkadsky: Nabu-kudurri-usur, znamenající „Nebo, ochraňuj nejstaršího syna“ nebo „Nebo, ochraňuj hranici“; Nebo je zde přepis jména boha Nabu), syn Ninurta-Nádin-Šumi, byl králem Babylonské říše přibližně od 1125 př. n. l. do 1103 př. n. l.
Je považován za nejmocnějšího panovníka dynastie Paší (také známou jako druhá Isinská dynastie), jejíž členové drželi babylonský trůn v 12. století př. n. l. Jeho největší úspěchem bylo obnovení vlády nad rozsáhlými částmi země po vytlačení elamských nájezdníků, jež pronikali na jeho území. Dále rozšiřoval své území a opevňoval hranice, přičemž zavlekl Babylonii do vleklého konfliktu s Asýrií.

## Konflikt s Asýrií
Ve čtvrtém roce své vlády se vypravil s vojsky k hranicím s Asýrií, kde zaútočil na pevnost Zanku. Obleženým však přispěchal na pomoc asyrský král Aššur-réša I. Pevnost tak zůstala v asyrských rukou a Nebukadnesar I. utrpěl důležitou porážku.

## Válka s Elamem
Kolem roku 1120 př. n. l. se k moci v Elamu dostal král Chutelutuš-In-Šušinak. Kolem roku 1115 př. n. l. Nebukadnesar vytáhl s vojsky na kampaň proti Elamitům, kteří v předchozích desetiletích úspěšně útočili na oblasti jižní Babylonie. Tato výprava však skončila neúspěchem. Kolem roku 1110 př. n. l. Nebukadnesar na Elam vyrazil znovu. Tentokrát dosáhl rozhodujícího vítězství v bitvě u města Susy. V této bitvě byl pravděpodobně i zabit elamský král Chutelutuš-In-Šušinak.
Po dobytí Susu získal zpět uloupené sochy boha Marduka (Elamity nazývaného Bēl) a bohyně Il-ālija (DINGIR.URU-ia), což se stalo námětem mnoha oslavných písní.
Nebukadnesar I. je velmi často mylně ztotožňován s Nebukadnesarem II, známým díky bibli.